# A. E. Hotchner
Aaron Edward Hotchner (geboren am 28. Juni 1917 in St. Louis; gestorben am 15. Februar 2020 in Westport (Connecticut)) war ein US-amerikanischer Schriftsteller.

## Leben
Aaron Edward Hotchner war ein Sohn des Juweliers Samuel Hotchner und der Pädagogin Sally Rossman. Er besuchte die Soldan High School in St. Louis und studierte an der Washington University in St. Louis Geschichte (B.A.) und Rechtswissenschaft und machte 1940 einen J.D. Er begann als Rechtsanwalt zu arbeiten, wurde aber nach Eintritt der USA in den Zweiten Weltkrieg eingezogen und diente von 1942 bis 1945 als Presseoffizier im Rang eines Majors. Danach blieb er beim Schreiben und zog nach New York City.
Hotchner verfasste Romane, Biografien, Theaterstücke und Skripte für das Fernsehen. Er fand eine Stelle beim seinerzeitigen Literaturmagazin Cosmopolitan und wurde im Jahr 1948 nach Kuba geschickt, um Ernest Hemingway zu einem Magazinbeitrag über The Future of Literature zu bewegen, daraus entwickelte sich eine lebenslange Freundschaft. Hotchner reiste mit Hemingway, schrieb Skripte zu dessen Kurzgeschichten Schnee auf dem Kilimandscharo, Die Killer, After the Storm und zum Theaterstück The Fifth Column. Er verfasste 1966 die postume Biografie Papa Hemingway : A Personal Memoir. Der Briefwechsel zwischen den beiden wurde 2005 herausgegeben.
Hotchner schrieb 1975 eine Biografie über die Filmschauspielerin Doris Day und 1979 eine über Sophia Loren. Steven Soderbergh wiederum verfilmte 1993 Hotchners autobiografischen Bildungsroman King of the Hill zwanzig Jahre nach dessen Erscheinen unter demselben Titel. Mehrere seiner Theaterstücke wurden auf dem Broadway in Szene gesetzt, Cy Coleman komponierte die Musik zu zwei Musicals.
Ende der 1950er Jahre freundete er sich mit dem Schauspieler Paul Newman an und zog nach Westport, Connecticut. Sie organisierten gemeinsam Wohltätigkeitsaktionen. Hotchner hat einen Stern auf dem St. Louis Walk of Fame. Er war dreimal verheiratet, er hatte drei Kinder.

## Werke (Auswahl)

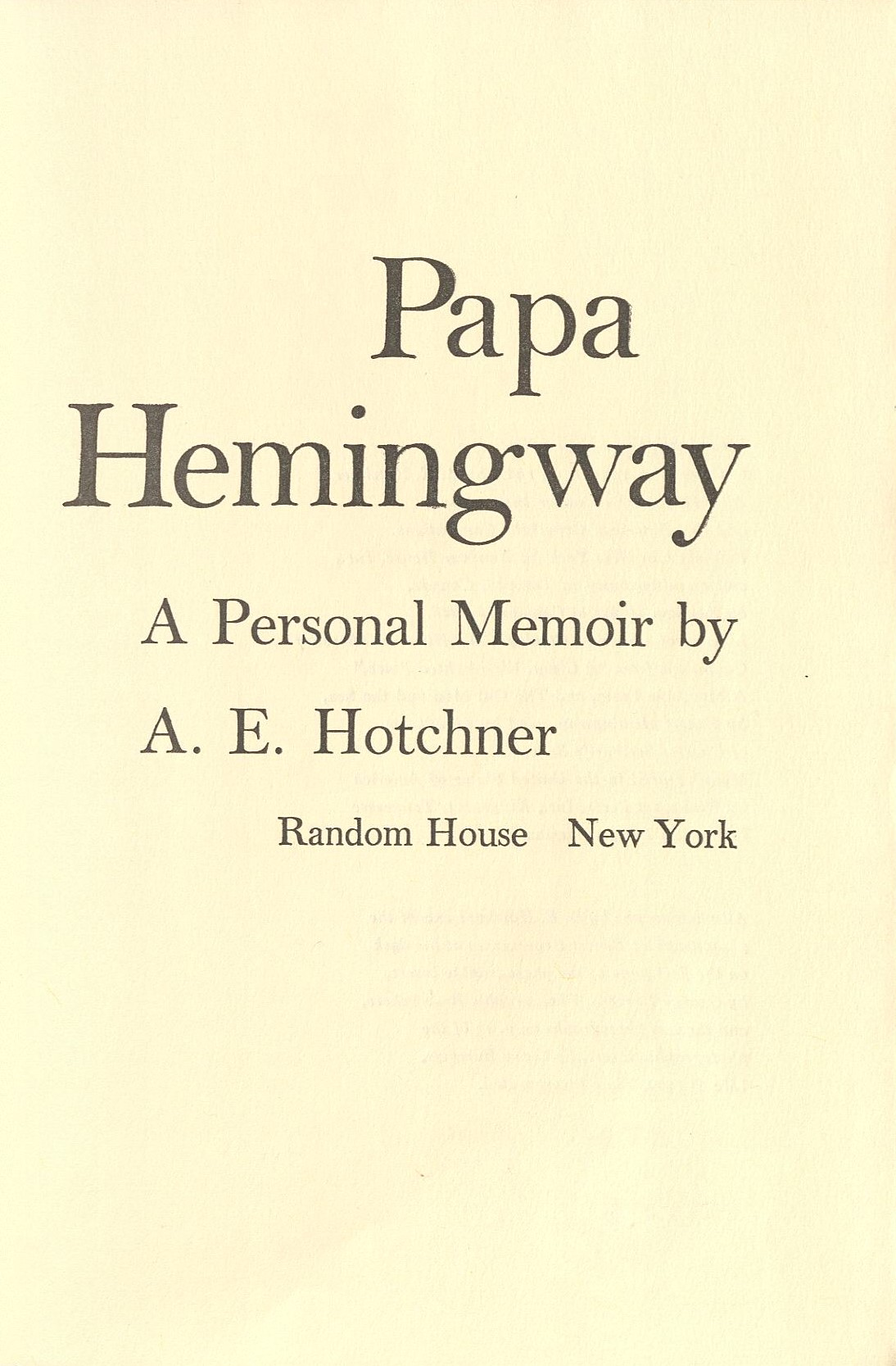
Papa Hemingway (1966)

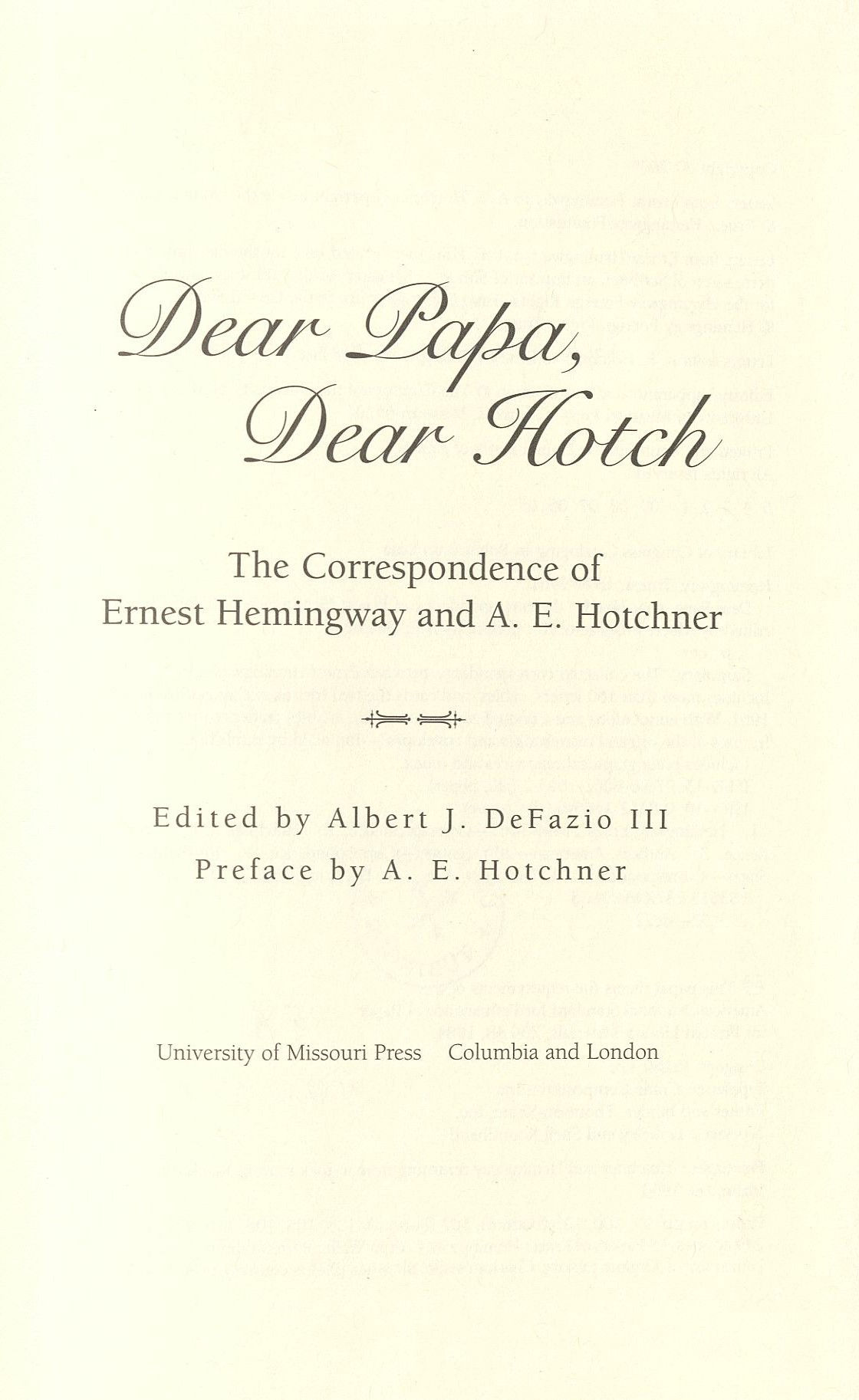
Korrespondenz mit Hemingway (2005)

- The Dangerous American. Random House, 1958
- Papa Hemingway : A Personal Memoir. Random House, 1966
  - Papa Hemingway. Ein persönliches Porträt. Übersetzung Paul Baudisch. München : Piper, 1966
- Treasure. Random House, 1970
  - Der Schatz von Dongo : Roman. Übersetzung Gisela Stege. München : Molden, 1971
- King of the Hill. Harper & Row, 1973
  - Hotel Avalon : Roman. Übersetzung Gisela Pispers. München : Heyne, 1997
- Looking for Miracles: A Memoir about Loving. Harper & Row, 1975
- Doris Day, Her Own Story. G. K. Hall, 1976
- Sophia, Living and Loving : Her Own Story. Morrow, 1979
  - Sophia Loren, Leben und Lieben. Übersetzung Helga Zoglmann. München : Molden, 1979
- The Man Who Lived at the Ritz. Putnam, 1981
- Choice People : The Greats, Near-Greats, and Ingrates I Have Known. Morrow, 1984
- Hemingway and His World. Vendome, 1989
  - Hemingway und seine Welt. Übersetzung Ulrike Schleiffer. München : Heyne, 1990 Bildband
- Blown Away: The Rolling Stones and the Death of the Sixties. Simon & Schuster, New York 1990
- Louisiana Purchase. Carroll & Graf, 1996
- The Day I Fired Alan Ladd and Other World War II Adventures. U. of Missouri Press, 2002
- Paul Newman, A.E. Hotchner: Shameless Exploitation in Pursuit of the Common Good. New York : Nan A. Talese, 2003
- Everyone Comes to Elaine's. Harper Entertainment, 2004
- Albert J. DeFazio (Hrsg.): Dear Papa, dear Hotch : the correspondence of Ernest Hemingway and A. E. Hotchner. Preface by A. E. Hotchner. Columbia, Mo. : University of Missouri Press, 2005
- Paul and Me: 53 Years of Adventures and Misadventures with My Pal Paul Newman. Random House, 2010
- O.J. in the Morning, G&T at Night. St. Martin’s Press, 2013
- Hemingway in Love. St. Martin’s Press, 2015
- The Amazing Adventures of Aaron Broom: A Novel. 2018
  - Die erstaunlichen Abenteuer des Aaron Broom. Übersetzung Anja Malich. Hildesheim : Gerstenberg, 2021